# Lista de espécies animais características da freguesia de Santo Aleixo da Restauração
| Espécies animais características da freguesia por classe biológica | Espécies animais características da freguesia por classe biológica | Espécies animais características da freguesia por classe biológica | Espécies animais características da freguesia por classe biológica | Espécies animais características da freguesia por classe biológica | Espécies animais características da freguesia por classe biológica | Espécies animais características da freguesia por classe biológica | Espécies animais características da freguesia por classe biológica | Espécies animais características da freguesia por classe biológica | Espécies animais características da freguesia por classe biológica | Espécies animais características da freguesia por classe biológica | Espécies animais características da freguesia por classe biológica | Espécies animais características da freguesia por classe biológica | Espécies animais características da freguesia por classe biológica | Espécies animais características da freguesia por classe biológica |
| Anfíbios                                                           | Anfíbios                                                           | Anfíbios | Anfíbios                                                           | Anfíbios                                                           | Anfíbios                                                           | Anfíbios                                                           | Anfíbios                                                           | Anfíbios                                                           | Anfíbios                                                           | Anfíbios                                                           | Anfíbios                                                           | Anfíbios                                                           | Anfíbios                                                           | Anfíbios                                                           |
| Imagem                                                             | Nome Comum (Nome cientifico)                                       | Informações | Estatuto de conservação                                            |                                                                    |                                                                    |                                                                    |                                                                    |                                                                    |                                                                    |                                                                    |                                                                    |                                                                    |                                                                    |                                                                    |
| ------------------------------------------------------------------ | ------------------------------------------------------------------ | --- | ------------------------------------------------------------------ | ------------------------------------------------------------------ | ------------------------------------------------------------------ | ------------------------------------------------------------------ | ------------------------------------------------------------------ | ------------------------------------------------------------------ | ------------------------------------------------------------------ | ------------------------------------------------------------------ | ------------------------------------------------------------------ | ------------------------------------------------------------------ | ------------------------------------------------------------------ | ------------------------------------------------------------------ |
|                                                                    | Rã-de-focinho-pontiagudo (Discoglossus galganoi)                   | |                                                                    |                                                                    |                                                                    |                                                                    |                                                                    |                                                                    |                                                                    |                                                                    |                                                                    |                                                                    |                                                                    |                                                                    |
|                                                                    | Rã-verde (Rana perezi)                                             | |                                                                    |                                                                    |                                                                    |                                                                    |                                                                    |                                                                    |                                                                    |                                                                    |                                                                    |                                                                    |                                                                    |                                                                    |
|                                                                    | Rela-meridional (Hyla meridionalis)                                | |                                                                    |                                                                    |                                                                    |                                                                    |                                                                    |                                                                    |                                                                    |                                                                    |                                                                    |                                                                    |                                                                    |                                                                    |
|                                                                    | Sapo-corredor (Bufo calamita)                                      | |                                                                    |                                                                    |                                                                    |                                                                    |                                                                    |                                                                    |                                                                    |                                                                    |                                                                    |                                                                    |                                                                    |                                                                    |
| Aves                                                               |                                                                    | |                                                                    |                                                                    |                                                                    |                                                                    |                                                                    |                                                                    |                                                                    |                                                                    |                                                                    |                                                                    |                                                                    |                                                                    |
| Imagem                                                             | Nome Comum (Nome cientifico)                                       | Informações | Estatuto de conservação                                            |                                                                    |                                                                    |                                                                    |                                                                    |                                                                    |                                                                    |                                                                    |                                                                    |                                                                    |                                                                    |                                                                    |
|                                                                    | Abetarda (Otis tarda)                                              | |                                                                    |                                                                    |                                                                    |                                                                    |                                                                    |                                                                    |                                                                    |                                                                    |                                                                    |                                                                    |                                                                    |                                                                    |
|                                                                    | Aberalhuco (Merops apiaster)                                       | |                                                                    |                                                                    |                                                                    |                                                                    |                                                                    |                                                                    |                                                                    |                                                                    |                                                                    |                                                                    |                                                                    |                                                                    |
|                                                                    | Abibe (Vanellus vanellus)                                          | |                                                                    |                                                                    |                                                                    |                                                                    |                                                                    |                                                                    |                                                                    |                                                                    |                                                                    |                                                                    |                                                                    |                                                                    |
|                                                                    | Abutre do Egipto (Neophron percnopterus)                           | |                                                                    |                                                                    |                                                                    |                                                                    |                                                                    |                                                                    |                                                                    |                                                                    |                                                                    |                                                                    |                                                                    |                                                                    |
|                                                                    | Abutre-preto (Aegypius monachus)                                   | |                                                                    |                                                                    |                                                                    |                                                                    |                                                                    |                                                                    |                                                                    |                                                                    |                                                                    |                                                                    |                                                                    |                                                                    |
|                                                                    | Águia-caçadeira (Circus pygargus)                                  | |                                                                    |                                                                    |                                                                    |                                                                    |                                                                    |                                                                    |                                                                    |                                                                    |                                                                    |                                                                    |                                                                    |                                                                    |
|                                                                    | Águia-calçada (Hieraaetus pennatus)                                | |                                                                    |                                                                    |                                                                    |                                                                    |                                                                    |                                                                    |                                                                    |                                                                    |                                                                    |                                                                    |                                                                    |                                                                    |
|                                                                    | Águia-cobreira (Circaetus gallicus)                                | |                                                                    |                                                                    |                                                                    |                                                                    |                                                                    |                                                                    |                                                                    |                                                                    |                                                                    |                                                                    |                                                                    |                                                                    |
|                                                                    | Águia-imperial-ibérica (Aquila adalberti)                          | |                                                                    |                                                                    |                                                                    |                                                                    |                                                                    |                                                                    |                                                                    |                                                                    |                                                                    |                                                                    |                                                                    |                                                                    |
|                                                                    | Águia-perdigueira (Hieraaetus fasciatus)                           | |                                                                    |                                                                    |                                                                    |                                                                    |                                                                    |                                                                    |                                                                    |                                                                    |                                                                    |                                                                    |                                                                    |                                                                    |
|                                                                    | Águia-real (Aquila chrysaetos)                                     | |                                                                    |                                                                    |                                                                    |                                                                    |                                                                    |                                                                    |                                                                    |                                                                    |                                                                    |                                                                    |                                                                    |                                                                    |
|                                                                    | Andorinha-das-barreiras (Riparia riparia)                          | |                                                                    |                                                                    |                                                                    |                                                                    |                                                                    |                                                                    |                                                                    |                                                                    |                                                                    |                                                                    |                                                                    |                                                                    |
|                                                                    | Andorinha-das-chaminés (Hirundo rustica)                           | |                                                                    |                                                                    |                                                                    |                                                                    |                                                                    |                                                                    |                                                                    |                                                                    |                                                                    |                                                                    |                                                                    |                                                                    |
|                                                                    | Andorinha-dáurica (Hirundo daurica)                                | |                                                                    |                                                                    |                                                                    |                                                                    |                                                                    |                                                                    |                                                                    |                                                                    |                                                                    |                                                                    |                                                                    |                                                                    |
|                                                                    | Andorinha-dos-beirais (Delichon urbicum)                           | |                                                                    |                                                                    |                                                                    |                                                                    |                                                                    |                                                                    |                                                                    |                                                                    |                                                                    |                                                                    |                                                                    |                                                                    |
|                                                                    | Andorinhão-preto (Apus apus)                                       | |                                                                    |                                                                    |                                                                    |                                                                    |                                                                    |                                                                    |                                                                    |                                                                    |                                                                    |                                                                    |                                                                    |                                                                    |
|                                                                    | Alcaravão (Burhinus oedicnemus)                                    | |                                                                    |                                                                    |                                                                    |                                                                    |                                                                    |                                                                    |                                                                    |                                                                    |                                                                    |                                                                    |                                                                    |                                                                    |
|                                                                    | Bordalo (Rutilus alburnoides)                                      | |                                                                    |                                                                    |                                                                    |                                                                    |                                                                    |                                                                    |                                                                    |                                                                    |                                                                    |                                                                    |                                                                    |                                                                    |
|                                                                    | Borrelho-pequeno-de-coleira (Charadrius dubius)                    | |                                                                    |                                                                    |                                                                    |                                                                    |                                                                    |                                                                    |                                                                    |                                                                    |                                                                    |                                                                    |                                                                    |                                                                    |
|                                                                    | Bufo-real (Bubo bubo)                                              | |                                                                    |                                                                    |                                                                    |                                                                    |                                                                    |                                                                    |                                                                    |                                                                    |                                                                    |                                                                    |                                                                    |                                                                    |
|                                                                    | Bútio-vespeiro (Pernis apivorus)                                   | |                                                                    |                                                                    |                                                                    |                                                                    |                                                                    |                                                                    |                                                                    |                                                                    |                                                                    |                                                                    |                                                                    |                                                                    |
|                                                                    | Calhandra-real (Melanocorypha calandra)                            | |                                                                    |                                                                    |                                                                    |                                                                    |                                                                    |                                                                    |                                                                    |                                                                    |                                                                    |                                                                    |                                                                    |                                                                    |
|                                                                    | Calhandrinha (Calandrella brachydactyla)                           | |                                                                    |                                                                    |                                                                    |                                                                    |                                                                    |                                                                    |                                                                    |                                                                    |                                                                    |                                                                    |                                                                    |                                                                    |
|                                                                    | Chasco-cinzento (Oenanthe oenanthe)                                | |                                                                    |                                                                    |                                                                    |                                                                    |                                                                    |                                                                    |                                                                    |                                                                    |                                                                    |                                                                    |                                                                    |                                                                    |
|                                                                    | Chasco-preto (Oenanthe leucura)                                    | |                                                                    |                                                                    |                                                                    |                                                                    |                                                                    |                                                                    |                                                                    |                                                                    |                                                                    |                                                                    |                                                                    |                                                                    |
|                                                                    | Chasco-ruivo (Oenanthe hispanica)                                  | |                                                                    |                                                                    |                                                                    |                                                                    |                                                                    |                                                                    |                                                                    |                                                                    |                                                                    |                                                                    |                                                                    |                                                                    |
|                                                                    | Cegonha-branca (Ciconia ciconia)                                   | |                                                                    |                                                                    |                                                                    |                                                                    |                                                                    |                                                                    |                                                                    |                                                                    |                                                                    |                                                                    |                                                                    |                                                                    |
|                                                                    | Cegonha-preta (Ciconia nigra)                                      | |                                                                    |                                                                    |                                                                    |                                                                    |                                                                    |                                                                    |                                                                    |                                                                    |                                                                    |                                                                    |                                                                    |                                                                    |
|                                                                    | Codorniz (Coturnix coturnix)                                       | |                                                                    |                                                                    |                                                                    |                                                                    |                                                                    |                                                                    |                                                                    |                                                                    |                                                                    |                                                                    |                                                                    |                                                                    |
|                                                                    | Cortiçol-de-barriga-branca (Pterocles alchata)                     | Apesar desta espécie ter um numero estável de indivíduos na Europa (30,000-63,000) , em Portugal o seu número é reduzido o que faz com que observações de indivíduos desta espécie em Portugal e na freguesia sejam raros. |                                                                    |                                                                    |                                                                    |                                                                    |                                                                    |                                                                    |                                                                    |                                                                    |                                                                    |                                                                    |                                                                    |                                                                    |
|                                                                    | Cortiçol-de-barriga-preta (Pterocles orientalis)                   | |                                                                    |                                                                    |                                                                    |                                                                    |                                                                    |                                                                    |                                                                    |                                                                    |                                                                    |                                                                    |                                                                    |                                                                    |
|                                                                    | Coruja-do-nabal (Asio flammeus)                                    | |                                                                    |                                                                    |                                                                    |                                                                    |                                                                    |                                                                    |                                                                    |                                                                    |                                                                    |                                                                    |                                                                    |                                                                    |
|                                                                    | Cotovia-dos-bosques (Lullula arborea)                              | |                                                                    |                                                                    |                                                                    |                                                                    |                                                                    |                                                                    |                                                                    |                                                                    |                                                                    |                                                                    |                                                                    |                                                                    |
|                                                                    | Cotovia-escura (Galerida theklae)                                  | |                                                                    |                                                                    |                                                                    |                                                                    |                                                                    |                                                                    |                                                                    |                                                                    |                                                                    |                                                                    |                                                                    |                                                                    |
|                                                                    | Cuco (Cuculus canorus)                                             | |                                                                    |                                                                    |                                                                    |                                                                    |                                                                    |                                                                    |                                                                    |                                                                    |                                                                    |                                                                    |                                                                    |                                                                    |
|                                                                    | Cuco-rabilongo (Clamator glandarius)                               | |                                                                    |                                                                    |                                                                    |                                                                    |                                                                    |                                                                    |                                                                    |                                                                    |                                                                    |                                                                    |                                                                    |                                                                    |
|                                                                    | Grifo (Gyps fulvus)                                                | [ 2 ] |                                                                    |                                                                    |                                                                    |                                                                    |                                                                    |                                                                    |                                                                    |                                                                    |                                                                    |                                                                    |                                                                    |                                                                    |
|                                                                    | Grou (Grus grus)                                                   | |                                                                    |                                                                    |                                                                    |                                                                    |                                                                    |                                                                    |                                                                    |                                                                    |                                                                    |                                                                    |                                                                    |                                                                    |
|                                                                    | Guarda-rios (Alcedo atthis)                                        | |                                                                    |                                                                    |                                                                    |                                                                    |                                                                    |                                                                    |                                                                    |                                                                    |                                                                    |                                                                    |                                                                    |                                                                    |
|                                                                    | Esmerilhão (Falco columbarius)                                     | |                                                                    |                                                                    |                                                                    |                                                                    |                                                                    |                                                                    |                                                                    |                                                                    |                                                                    |                                                                    |                                                                    |                                                                    |
|                                                                    | Estorninho-malhado (Sturnus vulgaris)                              | |                                                                    |                                                                    |                                                                    |                                                                    |                                                                    |                                                                    |                                                                    |                                                                    |                                                                    |                                                                    |                                                                    |                                                                    |
|                                                                    | Estrelinha-real (Regulus ignicapillus)                             | |                                                                    |                                                                    |                                                                    |                                                                    |                                                                    |                                                                    |                                                                    |                                                                    |                                                                    |                                                                    |                                                                    |                                                                    |
|                                                                    | Falcão-peregrino (Falco peregrinus)                                | |                                                                    |                                                                    |                                                                    |                                                                    |                                                                    |                                                                    |                                                                    |                                                                    |                                                                    |                                                                    |                                                                    |                                                                    |
|                                                                    | Felosa-pálida (Hippolais pallida)                                  | |                                                                    |                                                                    |                                                                    |                                                                    |                                                                    |                                                                    |                                                                    |                                                                    |                                                                    |                                                                    |                                                                    |                                                                    |
|                                                                    | Felosa-poliglota (Hippolais polyglotta)                            | |                                                                    |                                                                    |                                                                    |                                                                    |                                                                    |                                                                    |                                                                    |                                                                    |                                                                    |                                                                    |                                                                    |                                                                    |
|                                                                    | Franceiro (Falco naumanni)                                         | |                                                                    |                                                                    |                                                                    |                                                                    |                                                                    |                                                                    |                                                                    |                                                                    |                                                                    |                                                                    |                                                                    |                                                                    |
|                                                                    | Milhafre-preto (Milvus migrans)                                    | |                                                                    |                                                                    |                                                                    |                                                                    |                                                                    |                                                                    |                                                                    |                                                                    |                                                                    |                                                                    |                                                                    |                                                                    |
|                                                                    | Milhafre-real (Milvus milvus)                                      | |                                                                    |                                                                    |                                                                    |                                                                    |                                                                    |                                                                    |                                                                    |                                                                    |                                                                    |                                                                    |                                                                    |                                                                    |
|                                                                    | Mocho-de-orelhas (Otus scops)                                      | |                                                                    |                                                                    |                                                                    |                                                                    |                                                                    |                                                                    |                                                                    |                                                                    |                                                                    |                                                                    |                                                                    |                                                                    |
|                                                                    | Noitibó-de-nuca-vermelha (Caprimulgus ruficollis)                  | |                                                                    |                                                                    |                                                                    |                                                                    |                                                                    |                                                                    |                                                                    |                                                                    |                                                                    |                                                                    |                                                                    |                                                                    |
|                                                                    | Ógea (Falco subbuteo)                                              | |                                                                    |                                                                    |                                                                    |                                                                    |                                                                    |                                                                    |                                                                    |                                                                    |                                                                    |                                                                    |                                                                    |                                                                    |
|                                                                    | Papa-amoras (Sylvia communis)                                      | |                                                                    |                                                                    |                                                                    |                                                                    |                                                                    |                                                                    |                                                                    |                                                                    |                                                                    |                                                                    |                                                                    |                                                                    |
|                                                                    | Papa-figos (Oriolus oriolus)                                       | |                                                                    |                                                                    |                                                                    |                                                                    |                                                                    |                                                                    |                                                                    |                                                                    |                                                                    |                                                                    |                                                                    |                                                                    |
|                                                                    | Pardal-espanhol (Passer hispaniolensis)                            | |                                                                    |                                                                    |                                                                    |                                                                    |                                                                    |                                                                    |                                                                    |                                                                    |                                                                    |                                                                    |                                                                    |                                                                    |
|                                                                    | Pato-real (Anas platyrhyncos)                                      | |                                                                    |                                                                    |                                                                    |                                                                    |                                                                    |                                                                    |                                                                    |                                                                    |                                                                    |                                                                    |                                                                    |                                                                    |
|                                                                    | Peneireiro-cinzento (Elanus caeruleus)                             | |                                                                    |                                                                    |                                                                    |                                                                    |                                                                    |                                                                    |                                                                    |                                                                    |                                                                    |                                                                    |                                                                    |                                                                    |
|                                                                    | Perdiz-do-mar (Glareola pratincola)                                | |                                                                    |                                                                    |                                                                    |                                                                    |                                                                    |                                                                    |                                                                    |                                                                    |                                                                    |                                                                    |                                                                    |                                                                    |
|                                                                    | Perdiz–vermelha (Alectoris rufa)                                   | |                                                                    |                                                                    |                                                                    |                                                                    |                                                                    |                                                                    |                                                                    |                                                                    |                                                                    |                                                                    |                                                                    |                                                                    |
|                                                                    | Petinha-dos-prados (Anthus pratensis)                              | |                                                                    |                                                                    |                                                                    |                                                                    |                                                                    |                                                                    |                                                                    |                                                                    |                                                                    |                                                                    |                                                                    |                                                                    |
|                                                                    | Picanço-barreteiro (Lanius senator)                                | |                                                                    |                                                                    |                                                                    |                                                                    |                                                                    |                                                                    |                                                                    |                                                                    |                                                                    |                                                                    |                                                                    |                                                                    |
|                                                                    | Poupa (Upupa epops)                                                | |                                                                    |                                                                    |                                                                    |                                                                    |                                                                    |                                                                    |                                                                    |                                                                    |                                                                    |                                                                    |                                                                    |                                                                    |
|                                                                    | Pombo-torcaz (Columba palumbus)                                    | |                                                                    |                                                                    |                                                                    |                                                                    |                                                                    |                                                                    |                                                                    |                                                                    |                                                                    |                                                                    |                                                                    |                                                                    |
|                                                                    | Rabirruivo-de-testa-branca (Phoenicurus phoenicurus)               | |                                                                    |                                                                    |                                                                    |                                                                    |                                                                    |                                                                    |                                                                    |                                                                    |                                                                    |                                                                    |                                                                    |                                                                    |
|                                                                    | Rola-brava (Streptopelia turtur)                                   | |                                                                    |                                                                    |                                                                    |                                                                    |                                                                    |                                                                    |                                                                    |                                                                    |                                                                    |                                                                    |                                                                    |                                                                    |
|                                                                    | Rola-commun (Streptopelia turtur)                                  | |                                                                    |                                                                    |                                                                    |                                                                    |                                                                    |                                                                    |                                                                    |                                                                    |                                                                    |                                                                    |                                                                    |                                                                    |
|                                                                    | Rolieiro (Coracias garrulus)                                       | |                                                                    |                                                                    |                                                                    |                                                                    |                                                                    |                                                                    |                                                                    |                                                                    |                                                                    |                                                                    |                                                                    |                                                                    |
|                                                                    | Rouxinol-commun (Luscinia megarhynchos)                            | |                                                                    |                                                                    |                                                                    |                                                                    |                                                                    |                                                                    |                                                                    |                                                                    |                                                                    |                                                                    |                                                                    |                                                                    |
|                                                                    | Rouxinol-do-mato (Cercotrichas galactotes)                         | |                                                                    |                                                                    |                                                                    |                                                                    |                                                                    |                                                                    |                                                                    |                                                                    |                                                                    |                                                                    |                                                                    |                                                                    |
|                                                                    | Rouxinol-grande-dos-caniços (Acrocephalus arundinaceus)            | |                                                                    |                                                                    |                                                                    |                                                                    |                                                                    |                                                                    |                                                                    |                                                                    |                                                                    |                                                                    |                                                                    |                                                                    |
|                                                                    | Sisão (Tetrax tetrax)                                              | |                                                                    |                                                                    |                                                                    |                                                                    |                                                                    |                                                                    |                                                                    |                                                                    |                                                                    |                                                                    |                                                                    |                                                                    |
|                                                                    | Tarambola-dourada (Pluvialis apricaria)                            | |                                                                    |                                                                    |                                                                    |                                                                    |                                                                    |                                                                    |                                                                    |                                                                    |                                                                    |                                                                    |                                                                    |                                                                    |
|                                                                    | Tartaranhão-cinzento (Circus cyaneus)                              | |                                                                    |                                                                    |                                                                    |                                                                    |                                                                    |                                                                    |                                                                    |                                                                    |                                                                    |                                                                    |                                                                    |                                                                    |
|                                                                    | Toirão-do-mato (Turnix sylvaticus)                                 | |                                                                    |                                                                    |                                                                    |                                                                    |                                                                    |                                                                    |                                                                    |                                                                    |                                                                    |                                                                    |                                                                    |                                                                    |
|                                                                    | Toutinegra-das-figueiras (Sylvia borin)                            | |                                                                    |                                                                    |                                                                    |                                                                    |                                                                    |                                                                    |                                                                    |                                                                    |                                                                    |                                                                    |                                                                    |                                                                    |
|                                                                    | Tordo-pinto (Turdus philomelos)                                    | |                                                                    |                                                                    |                                                                    |                                                                    |                                                                    |                                                                    |                                                                    |                                                                    |                                                                    |                                                                    |                                                                    |                                                                    |
|                                                                    | Tordo-ruivo (Turdus iliacus)                                       | |                                                                    |                                                                    |                                                                    |                                                                    |                                                                    |                                                                    |                                                                    |                                                                    |                                                                    |                                                                    |                                                                    |                                                                    |
|                                                                    | Torcicolo (Jynx torquilla)                                         | |                                                                    |                                                                    |                                                                    |                                                                    |                                                                    |                                                                    |                                                                    |                                                                    |                                                                    |                                                                    |                                                                    |                                                                    |
|                                                                    | Toutinegra-de-bigodes (Sylvia cantillans)                          | |                                                                    |                                                                    |                                                                    |                                                                    |                                                                    |                                                                    |                                                                    |                                                                    |                                                                    |                                                                    |                                                                    |                                                                    |
|                                                                    | Toutinegra-do-mato (Sylvia undata)                                 | |                                                                    |                                                                    |                                                                    |                                                                    |                                                                    |                                                                    |                                                                    |                                                                    |                                                                    |                                                                    |                                                                    |                                                                    |
|                                                                    | Toutinegra-real (Sylvia hortensis)                                 | |                                                                    |                                                                    |                                                                    |                                                                    |                                                                    |                                                                    |                                                                    |                                                                    |                                                                    |                                                                    |                                                                    |                                                                    |
|                                                                    | Toutinegra-tomilheira (Sylvia conspicillata)                       | |                                                                    |                                                                    |                                                                    |                                                                    |                                                                    |                                                                    |                                                                    |                                                                    |                                                                    |                                                                    |                                                                    |                                                                    |
| Bivalves                                                           |                                                                    | |                                                                    |                                                                    |                                                                    |                                                                    |                                                                    |                                                                    |                                                                    |                                                                    |                                                                    |                                                                    |                                                                    |                                                                    |
| Imagem                                                             | Nome Comum (Nome cientifico)                                       | Informações | Estatuto de conservação                                            |                                                                    |                                                                    |                                                                    |                                                                    |                                                                    |                                                                    |                                                                    |                                                                    |                                                                    |                                                                    |                                                                    |
|                                                                    | Mexilhão-do-rio (Unio crassus)                                     | |                                                                    |                                                                    |                                                                    |                                                                    |                                                                    |                                                                    |                                                                    |                                                                    |                                                                    |                                                                    |                                                                    |                                                                    |
| Mamíferos                                                          |                                                                    | |                                                                    |                                                                    |                                                                    |                                                                    |                                                                    |                                                                    |                                                                    |                                                                    |                                                                    |                                                                    |                                                                    |                                                                    |
| Imagem                                                             | Nome Comum (Nome cientifico)                                       | Informações | Estatuto de conservação                                            |                                                                    |                                                                    |                                                                    |                                                                    |                                                                    |                                                                    |                                                                    |                                                                    |                                                                    |                                                                    |                                                                    |
|                                                                    | Coelho-Bravo (Oryctolagus cunicullus algirus)                      | |                                                                    |                                                                    |                                                                    |                                                                    |                                                                    |                                                                    |                                                                    |                                                                    |                                                                    |                                                                    |                                                                    |                                                                    |
|                                                                    | Gato-bravo (Felis silvestris silvestris)                           | |                                                                    |                                                                    |                                                                    |                                                                    |                                                                    |                                                                    |                                                                    |                                                                    |                                                                    |                                                                    |                                                                    |                                                                    |
|                                                                    | Javali (Sus scrofa)                                                | |                                                                    |                                                                    |                                                                    |                                                                    |                                                                    |                                                                    |                                                                    |                                                                    |                                                                    |                                                                    |                                                                    |                                                                    |
|                                                                    | Lebre (Lepus capensis)                                             | |                                                                    |                                                                    |                                                                    |                                                                    |                                                                    |                                                                    |                                                                    |                                                                    |                                                                    |                                                                    |                                                                    |                                                                    |
|                                                                    | Lontra (Lutra lutra)                                               | |                                                                    |                                                                    |                                                                    |                                                                    |                                                                    |                                                                    |                                                                    |                                                                    |                                                                    |                                                                    |                                                                    |                                                                    |
|                                                                    | Morcego-de-água (Myotis daubentonii)                               | |                                                                    |                                                                    |                                                                    |                                                                    |                                                                    |                                                                    |                                                                    |                                                                    |                                                                    |                                                                    |                                                                    |                                                                    |
|                                                                    | Morcego-anão (Pipistrellus pipistrellus)                           | |                                                                    |                                                                    |                                                                    |                                                                    |                                                                    |                                                                    |                                                                    |                                                                    |                                                                    |                                                                    |                                                                    |                                                                    |
|                                                                    | Morcego-de-ferradura-grande (Rhinolophus ferrumequinum)            | |                                                                    |                                                                    |                                                                    |                                                                    |                                                                    |                                                                    |                                                                    |                                                                    |                                                                    |                                                                    |                                                                    |                                                                    |
|                                                                    | Morcego-de-ferradura-mediterrânico (Rhinolophus euryale)           | |                                                                    |                                                                    |                                                                    |                                                                    |                                                                    |                                                                    |                                                                    |                                                                    |                                                                    |                                                                    |                                                                    |                                                                    |
|                                                                    | Morcego-de-ferradura-pequeno (Rhinolophus hipposideros)            | |                                                                    |                                                                    |                                                                    |                                                                    |                                                                    |                                                                    |                                                                    |                                                                    |                                                                    |                                                                    |                                                                    |                                                                    |
|                                                                    | Morcego-de-ferradura-mourisco (Rhinolophus mehelyi)                | |                                                                    |                                                                    |                                                                    |                                                                    |                                                                    |                                                                    |                                                                    |                                                                    |                                                                    |                                                                    |                                                                    |                                                                    |
|                                                                    | Morcego-de-franja (Myotis nattereri)                               | |                                                                    |                                                                    |                                                                    |                                                                    |                                                                    |                                                                    |                                                                    |                                                                    |                                                                    |                                                                    |                                                                    |                                                                    |
|                                                                    | Morcego-rato-grande (Myotis myotis)                                | |                                                                    |                                                                    |                                                                    |                                                                    |                                                                    |                                                                    |                                                                    |                                                                    |                                                                    |                                                                    |                                                                    |                                                                    |
|                                                                    | Morcego-rato-pequeno (Myotis blythii)                              | |                                                                    |                                                                    |                                                                    |                                                                    |                                                                    |                                                                    |                                                                    |                                                                    |                                                                    |                                                                    |                                                                    |                                                                    |
|                                                                    | Morcego-de-peluche (Miniopterus schreibersi)                       | |                                                                    |                                                                    |                                                                    |                                                                    |                                                                    |                                                                    |                                                                    |                                                                    |                                                                    |                                                                    |                                                                    |                                                                    |
|                                                                    | Veado (Cervus elaphus)                                             | |                                                                    |                                                                    |                                                                    |                                                                    |                                                                    |                                                                    |                                                                    |                                                                    |                                                                    |                                                                    |                                                                    |                                                                    |
| Peixes                                                             |                                                                    | |                                                                    |                                                                    |                                                                    |                                                                    |                                                                    |                                                                    |                                                                    |                                                                    |                                                                    |                                                                    |                                                                    |                                                                    |
| Imagem                                                             | Nome Comum (Nome cientifico)                                       | Informações | Estatuto de conservação                                            |                                                                    |                                                                    |                                                                    |                                                                    |                                                                    |                                                                    |                                                                    |                                                                    |                                                                    |                                                                    |                                                                    |
|                                                                    | Boga-comum (Pseudochondrostoma polylepis)                          | |                                                                    |                                                                    |                                                                    |                                                                    |                                                                    |                                                                    |                                                                    |                                                                    |                                                                    |                                                                    |                                                                    |                                                                    |
|                                                                    | Boga-de-boca-arqueada (Rutilus lemmingii)                          | |                                                                    |                                                                    |                                                                    |                                                                    |                                                                    |                                                                    |                                                                    |                                                                    |                                                                    |                                                                    |                                                                    |                                                                    |
|                                                                    | Cumba (Luciobarbus comizo)                                         | |                                                                    |                                                                    |                                                                    |                                                                    |                                                                    |                                                                    |                                                                    |                                                                    |                                                                    |                                                                    |                                                                    |                                                                    |
|                                                                    | Saramugo (Anaecypris hispanica)                                    | |                                                                    |                                                                    |                                                                    |                                                                    |                                                                    |                                                                    |                                                                    |                                                                    |                                                                    |                                                                    |                                                                    |                                                                    |
| Répteis                                                            |                                                                    | |                                                                    |                                                                    |                                                                    |                                                                    |                                                                    |                                                                    |                                                                    |                                                                    |                                                                    |                                                                    |                                                                    |                                                                    |
| Imagem                                                             | Nome Comum (Nome cientifico)                                       | Informações | Estatuto de conservação                                            |                                                                    |                                                                    |                                                                    |                                                                    |                                                                    |                                                                    |                                                                    |                                                                    |                                                                    |                                                                    |                                                                    |
|                                                                    | Cágado-de-carapaça-estriada (Emys orbicularis)                     | |                                                                    |                                                                    |                                                                    |                                                                    |                                                                    |                                                                    |                                                                    |                                                                    |                                                                    |                                                                    |                                                                    |                                                                    |
|                                                                    | Cágado-mediterrânico (Mauremys leprosa)                            | |                                                                    |                                                                    |                                                                    |                                                                    |                                                                    |                                                                    |                                                                    |                                                                    |                                                                    |                                                                    |                                                                    |                                                                    |
|                                                                    | Cobra-de-ferradura (Coluber hipocrepis)                            | |                                                                    |                                                                    |                                                                    |                                                                    |                                                                    |                                                                    |                                                                    |                                                                    |                                                                    |                                                                    |                                                                    |                                                                    |
| Fonte:                                                             |                                                                    | |                                                                    |                                                                    |                                                                    |                                                                    |                                                                    |                                                                    |                                                                    |                                                                    |                                                                    |                                                                    |                                                                    |                                                                    |